# Região Leste (Macedônia do Norte)
Região Leste é uma das oito regiões estatísticas da Macedônia do Norte. Esta região está localizada no centro-leste do país e faz fronteira com a Bulgária. É limitada internamente às regiões estatísticas de Vardar, Skopje, Nordeste e Sudeste.

## Municipalidades
A região leste inclui onze municípios, que compõem a divisão administrativa deste país balcânico:

Os municípios da região.

- Berovo
- Češinovo-Obleševo
- Delčevo
- Karbinci
- Kočani
- Makedonska Kamenica
- Pehčevo
- Probištip
- Štip
- Vinica
- Zrnovci

## Demografia

Mapa dos grupos étnicos majoritários da região.

### População
A população atual da região leste é de 181 858 habitantes ou nove por cento da população total da República da Macedônia do Norte, de acordo com o último censo populacional de 2002.
| Ano censitário | População | Alteração |
| -------------- | --------- | --------- |
| 1994           | 180,039   | N/A       |
| 2002           | 181,858   | +1.01%    |

### Etnias
O maior grupo étnico da região é o macedônio.